# Macierze Pauliego

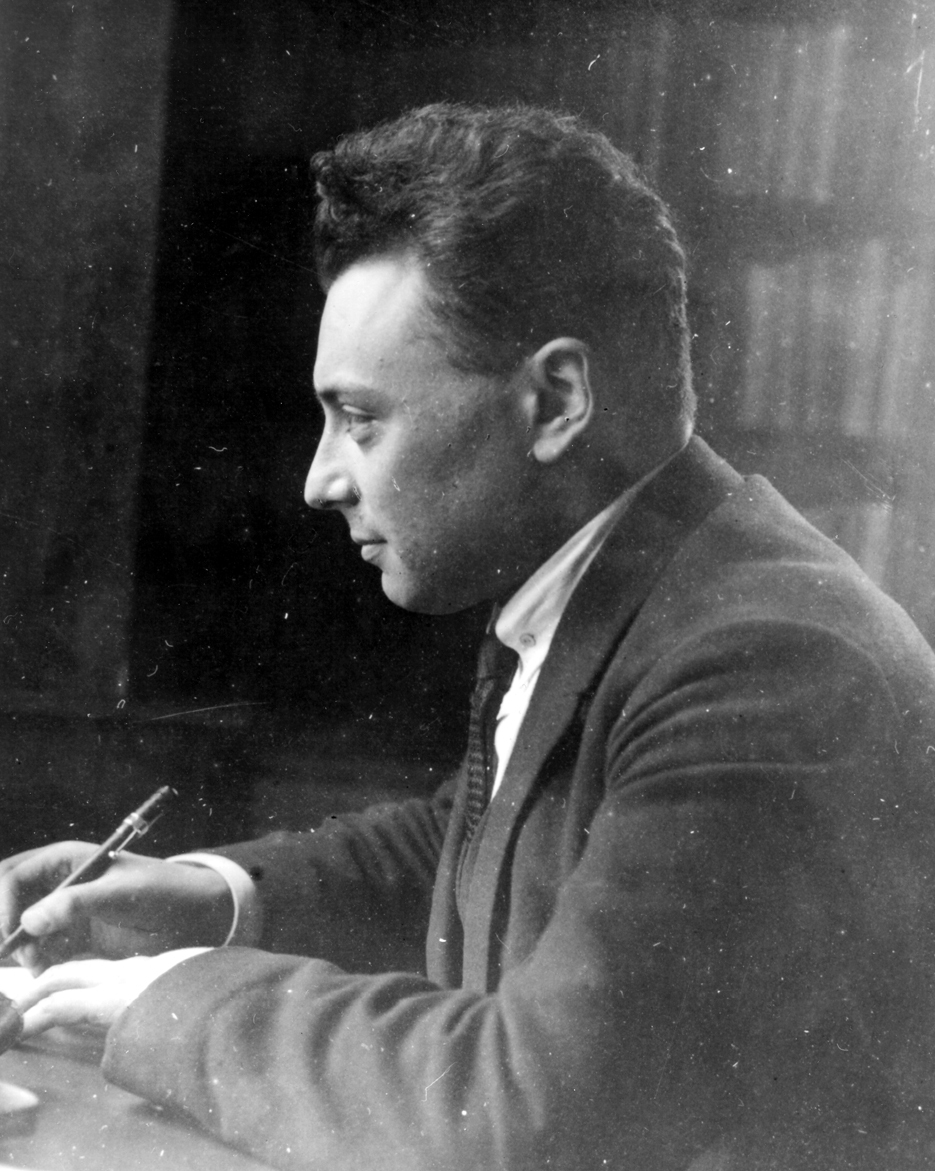
Wolfgang Pauli (1900–1958)

Macierze Pauliego (spinowe macierze Pauliego) – zbiór 3 zespolonych macierzy hermitowskich wymiaru 2×2 wprowadzony w 1927 roku przez Wolfganga Pauliego w celu opisu spinu elektronu w mechanice kwantowej:
{\displaystyle \sigma _{1}=\left[{\begin{matrix}0&&1\\1&&0\end{matrix}}\right],}
{\displaystyle \sigma _{2}=\left[{\begin{matrix}0&-i\\i&~~~0\end{matrix}}\right],}
{\displaystyle \sigma _{3}=\left[{\begin{matrix}1&~~~0\\0&-1\end{matrix}}\right].}
W fizyce niekiedy używa się oznaczeń {\displaystyle \sigma _{x}\equiv \sigma _{1},} {\displaystyle \sigma _{y}\equiv \sigma _{2}} i {\displaystyle \sigma _{z}\equiv \sigma _{3}.}
Czasem używa się również symbolu σ0 na oznaczenie macierzy jednostkowej wymiaru {\displaystyle 2{\times }2,} choć najczęściej macierz jednostkową oznacza się symbolem {\displaystyle I,} tj.
{\displaystyle I=\left[{\begin{matrix}1&&0\\0&&1\end{matrix}}\right].}
Macierze Pauliego wraz z macierzą jednostkową tworzą bazę, w rozumieniu Hilberta-Schmidta:
- w zespolonej przestrzeni Hilberta macierzy zespolonych wymiaru 2×2 oraz
- w rzeczywistej przestrzeni Hilberta zespolonych macierzy Hermitowskich o wymiarze {\displaystyle 2{\times }2.}

## Właściwości algebraiczne
Niech {\displaystyle I} oznacza macierz jednostkową.
(1) Wyznaczniki i ślady macierzy Pauliego spełniają równania:
{\displaystyle {\begin{matrix}\det(\sigma _{i})&=&\!\!\!\!-1,\\\operatorname {Tr} (\sigma _{i})&=&0,\end{matrix}}}
gdzie {\displaystyle i=1,2,3.}
(2) Iloczyny macierzy Pauliego
a) Obliczając iloczyny macierzy Pauliego, otrzyma się:
{\displaystyle {\begin{aligned}\sigma _{1}^{2}&=I,\\\sigma _{1}\sigma _{2}&=i\sigma _{3},\\\sigma _{2}\sigma _{1}&=-i\sigma _{3},\\\sigma _{2}\sigma _{3}&=i\sigma _{1},\end{aligned}}}
itd.
b) Ogólnie mamy:
{\displaystyle {\begin{aligned}\sigma _{i}\sigma _{j}&=I\cdot \delta _{ij}+i\sum _{k}\epsilon _{ijk}\sigma _{k}\end{aligned}},}
gdzie {\displaystyle i,j=1,2,3.}
(3) Z powyższych wzorów wynikają relacje komutacji oraz antykomutacji, np.
{\displaystyle {\begin{aligned}\left[\sigma _{1},\sigma _{2}\right]&=2i\sigma _{3},\\\left[\sigma _{2},\sigma _{3}\right]&=2i\sigma _{1},\\\left[\sigma _{3},\sigma _{1}\right]&=2i\sigma _{2},\\\left[\sigma _{1},\sigma _{1}\right]&=0,\\\left\{\sigma _{1},\sigma _{1}\right\}&=2I,\\\left\{\sigma _{1},\sigma _{2}\right\}&=0,\end{aligned}}}
gdzie komutator i antykomutator zdefiniowane są następująco:
{\displaystyle [\sigma _{i},\sigma _{j}]=\sigma _{i}\sigma _{j}-\sigma _{j}\sigma _{i},}
{\displaystyle \{\sigma _{i},\sigma _{j}\}=\sigma _{i}\sigma _{j}+\sigma _{j}\sigma _{i}.}
Ogólnie mamy:
{\displaystyle [\sigma _{i},\sigma _{j}]=2i\sum _{k}\,\epsilon _{ijk}\,\sigma _{k},}
{\displaystyle \{\sigma _{i},\sigma _{j}\}=2\delta _{ij}I,}
gdzie:
{\displaystyle \varepsilon _{ijk}} – symbol Leviego-Civity,
{\displaystyle \delta _{ij}} – delta Kroneckera.
(4) Inna własność macierzy Pauliego:
{\displaystyle -i\sigma _{1}\sigma _{2}\sigma _{3}=I.}

## Wartości i wektory własne
(1) Każda z macierzy Pauliego ma dwie wartości własne, +1 i −1.
(2) Wektory własne macierzy Pauliego (znormalizowane do 1):
– dla macierzy {\displaystyle \sigma _{x}\equiv \sigma _{1}{:}}
{\displaystyle \psi _{x+}={\frac {1}{\sqrt {2}}}{\binom {1}{1}},\quad \psi _{x-}={\frac {1}{\sqrt {2}}}{\binom {1}{-1}},}
– dla macierzy {\displaystyle \sigma _{y}\equiv \sigma _{2}{:}}
{\displaystyle \psi _{y+}={\frac {1}{\sqrt {2}}}{\binom {1}{i}},\quad \psi _{y-}={\frac {1}{\sqrt {2}}}{\binom {1}{-i}},}
– dla macierzy {\displaystyle \sigma _{z}\equiv \sigma _{3}{:}}
{\displaystyle \psi _{z+}={\binom {1}{0}},\quad \psi _{z-}={\binom {0}{1}}.}

## Wektor macierzy Pauliego. Iloczyn skalarny
(1) Wektor macierzy Pauliego zdefiniowany jest następująco:
{\displaystyle {\vec {\sigma }}=\sigma _{1}{\hat {x}}+\sigma _{2}{\hat {y}}+\sigma _{3}{\hat {z}},}
gdzie {\displaystyle {\hat {x}},{\hat {y}},{\hat {z}}} – wersory osi układu współrzędnych kartezjańskich.
(2) Niech dany będzie wektor {\displaystyle {\vec {a}},} taki że
{\displaystyle {\vec {a}}=a_{1}{\hat {x}}+a_{2}{\hat {y}}+a_{3}{\hat {z}}.}
Wtedy iloczyn skalarny wektora macierzy Pauliego przez wektor {\displaystyle {\vec {a}}} ma postać:
{\displaystyle {\vec {a}}\cdot {\vec {\sigma }}=a_{1}\sigma _{1}+a_{2}\sigma _{2}+a_{3}\sigma _{3}.}
(3) Tw. Dowolny wektor komutuje z wektorem macierzy Pauliego, gdyż mnożenie macierzy przez liczbę zawsze jest przemienne, np.
{\displaystyle a_{1}\sigma _{1}=\sigma _{1}a_{1}={\begin{bmatrix}0&a_{1}\\a_{1}&0\end{bmatrix}}.}

## Twierdzenia
{\displaystyle ({\vec {a}}\cdot {\vec {\sigma }})({\vec {b}}\cdot {\vec {\sigma }})=({\vec {a}}\cdot {\vec {b}})\,I+i{\vec {\sigma }}\cdot ({\vec {a}}\times {\vec {b}})\qquad \qquad (1)}
oraz
{\displaystyle e^{i({\vec {a}}\cdot {\vec {\sigma }})}=I\cos {a}+i({\hat {n}}\cdot {\vec {\sigma }})\sin {a},\qquad \qquad \qquad (2)}
gdzie:
- {\displaystyle {\vec {a}}=a{\hat {n}},}
- {\displaystyle {\hat {n}}} – wektor jednostkowy skierowany w dowolnym kierunku.

## Informatyka kwantowa
Macierze Pauliego mają wielkie znaczenie w informatyce kwantowej. Wykorzystywane są jako bramki jednokubitowe. Oznacza się je zwyczajowo jako {\displaystyle X,Y,Z} kolejno dla {\displaystyle \sigma _{1},\sigma _{2},\sigma _{3}.}